# Biasmia antennalis
Biasmia antennalis är en skalbaggsart som beskrevs av Hunt och Stefan von Breuning 1957. Biasmia antennalis ingår i släktet Biasmia och familjen långhorningar.
Artens utbredningsområde är Zimbabwe. Inga underarter finns listade.